# Циунель, Иван Климентьевич
Иван Климентьевич Циунель (21 февраля 1925, Слудка, Северо-Двинская губерния — 5 февраля 1972) — бригадир малой комплексной бригады Опаринского леспромхоза, Кировская область.

## Биография
Родился 21 февраля 1925 года в деревне Слудка (ныне — Опаринского района Кировской области) в семье в крестьянина. Поляк. С 12 лет уже работал в колхозе «Большевик». В 1940 году окончил курсы трактористов при Моломской МТС, два года работал здесь трактористом. Затем ещё один год работает в Опаринском лесотранспортном хозяйстве.
В 1943 году был призван в Красную Армию. Службу проходил на Дальнем Востоке, участник войны с Японией. В 1950 году был демобилизован, вернулся на родину.
Снова стал работать в Опаринском лестранхозе на лесосечных работах. Через 2 года был назначен бригадиром и в течение двадцати лет руководил малой комплексной бригадой. Под руководством И. К. Циунеля бригада стала передовой в лесозаготовительной промышленности Кировской области. В конце 1950-х годов бригада обратилась ко всем лесозаготовителям Кировской области с призывом повышать производительность труда и увеличивать объёмы заготовки и вывозки леса. Сама бригада план 1959—1965 годов выполнила досрочно, за 4 года и 4 месяца, работая с наивысшей выработкой. Ей было присвоено звание бригады коммунистического труда.
Указом Президиума Верховного Совета СССР от 17 сентября 1966 года за выдающиеся успехи, достигнутые в выполнении заданий семилетнего плана по развитию лесной, целлюлозно-бумажной и деревообрабатывающей промышленности Циунелю Ивану Климентьевичу присвоено звание Героя Социалистического Труда с вручением ордена Ленина и золотой медали «Серп и Молот».
План 1968 года бригада И. К. Циунеля выполнила на 139 %. За годы восьмой пятилетки бригада заготовила свыше 104 тысячи кубометров леса и не уступала лидерство никому.
Иван Климентьевич Циунель трагически погиб 5 февраля 1972 года.
Награждён орденами Ленина, Октябрьской революции, медалями.
До начала 1990-х годов в целях увековечения его памяти в районе проводились соревнования лесосечных бригад за право называться бригадой имени Героя Социалистического Труда И. К. Циунеля. Был учрежден переходящий вымпел и кубок. В 1973 году улица Колхозная п. Опарино переименована в улицу Циунеля.